# Arsenal M23
Arsenal M23 er en maskinpistol, der blev produceret i små serier i 1920'erne. Ingeniør Johannes Teiman var hoveddesigneren. Der blev produceret ca. 600 våben, hvoraf nogle blev solgt til Letland og i anden halvdel af 1930'erne til Spanien, hvor de blev brugt under den spanske borgerkrig på den republikanske side.

## Brug
- Estland
- Letland
- Spanien

 Der er for få eller ingen kildehenvisninger i denne artikel, hvilket er et problem. Du kan hjælpe ved at angive troværdige kilder til de påstande, som fremføres i artiklen.